# Copa Sudamericana 2004
Copa Sudamericana 2004 var den tredje upplagan av turneringen. Alla länder i CONMEBOL skickade representationslag, där alla länder fick två platser var förutom Argentina och Brasilien. Argentina fick sex platser och Brasilien fick 12 platser tilldelade sig. Dessutom fick Cienciano från Peru en gratisplats på grund av att de var regerande mästare.

## Deltagande lag
| Tredje omgången      | Tredje omgången   | Tredje omgången     | Tredje omgången    |
| -------------------- | ----------------- | ------------------- | ------------------ |
| Boca Juniors         | River Plate       |                     |                    |
| Andra omgången       |                   |                     |                    |
| Arsenal              | Banfield          | Quilmes             | San Lorenzo        |
| Flamengo             | Grêmio            | Cruzeiro            | São Paulo          |
| Aurora               | Bolívar           | Univ. de Concepción | Santiago Wanderers |
| Millonarios          | Junior            | LDU Quito           | Aucas              |
| Cerro Porteño        | Libertad          | Danubio             | Peñarol            |
| Cienciano            | Coronel Bolognesi | Alianza Atlético    |                    |
| Första omgången      |                   |                     |                    |
| Paraná               | Santos            | Figueirense         | Internacional      |
| Goiás                | Atlético Mineiro  | Coritiba            | São Caetano        |
| Deportivo Italchacao | Carabobo          |                     |                    |

## Första omgången
| Lag 1                | Totalresultat | Lag 2            | 1:a matchen | 2:a matchen |
| -------------------- | ------------- | ---------------- | ----------- | ----------- |
| Paraná               | 2–4           | Santos           | 2–1         | 0–3         |
| Figueirense          | 1–1 (2–4 str) | Internacional    | 0–0         | 1–1         |
| Goiás                | 5–3           | Atlético Mineiro | 4–2         | 1–1         |
| Coritiba             | 3–4           | São Caetano      | 1–2         | 2–2         |
| Deportivo Italchacao | 0–2           | Carabobo         | 0–0         | 0–2         |

## Andra omgången
| Lag 1               | Totalresultat | Lag 2              | 1:a matchen | 2:a matchen |
| ------------------- | ------------- | ------------------ | ----------- | ----------- |
| Arsenal             | 5–4           | Banfield           | 1–1         | 4–3         |
| Quilmes             | 0–2           | San Lorenzo        | 0–2         | 0–0         |
| Santos              | 2–2 (5–4 str) | Flamengo           | 0–0         | 2–2         |
| Internacional       | 3–2           | Grêmio             | 2–0         | 1–2         |
| Goiás               | 4–5           | Cruzeiro           | 2–2         | 2–3         |
| São Caetano         | 2–2 (1–4 str) | São Paulo          | 1–1         | 1–1         |
| Carabobo            | 2–8           | Cienciano          | 1–2         | 1–6         |
| LDU Quito           | 2–1           | Aucas              | 1–0         | 1–1         |
| Univ. de Concepción | 3–1           | Santiago Wanderers | 2–1         | 1–0         |
| Club Aurora         | 2–5           | Bolívar            | 1–2         | 1–3         |
| Millonarios         | 2–3           | Junior             | 1–0         | 1–3         |
| Coronel Bolognesi   | 2–4           | Alianza Atlético   | 1–0         | 1–4         |
| Cerro Porteño       | 3–1           | Libertad           | 1–1         | 2–0         |
| Danubio             | 2–3           | Peñarol            | 1–2         | 1–1         |

## Tredje omgången
| Lag 1               | Totalresultat | Lag 2         | 1:a matchen | 2:a matchen |
| ------------------- | ------------- | ------------- | ----------- | ----------- |
| San Lorenzo         | 2–2 (1–4 str) | Boca Juniors  | 1–0         | 1–2         |
| Arsenal             | 2–1           | River Plate   | 2–1         | 0–0         |
| Santos              | 2–1           | São Paulo     | 1–0         | 1–1         |
| Internacional       | 4–1           | Cruzeiro      | 3–1         | 1–0         |
| LDU Quito           | 6–2           | Cienciano     | 4–0         | 2–2         |
| Univ. de Concepción | 2–4           | Bolívar       | 0–0         | 2–4         |
| Alianza Atlético    | 1–6           | Junior        | 0–2         | 1–4         |
| Peñarol             | 3–4           | Cerro Porteño | 1–3         | 2–1         |

## Slutspel
|  | Kvartsfinaler | Kvartsfinaler      | Kvartsfinaler | Kvartsfinaler | Kvartsfinaler |   |               | Semifinaler | Semifinaler | Semifinaler  | Semifinaler | Semifinaler |   |  | Final | Final | Final | Final | Final |  |
|  |               |                    |               |               |               |   |               |             |             |              |             |             |   |  |       |       |       |       |       |  |
|  |               | Junior             | 0             | 1             | 1             |   |               |             |             |              |             |             |   |  |       |       |       |       |       |  |
|  |               | Internacional      | 1             | 1             | 2             |   |               |             |             |              |             |             |   |  |       |       |       |       |       |  |
|  |               | Internacional      | 1             | 1             | 2             |   | Internacional | 2           | 0           | 2            |             |             |   |  |       |       |       |       |       |  |
|  |               |                    |               |               |               |   | Internacional | 2           | 0           | 2            |             |             |   |  |       |       |       |       |       |  |
|  |               |                    | Boca Juniors  | 4             | 0             | 4 |               |             |             |              |             |             |   |  |       |       |       |       |       |  |
|  |               | Cerro Porteño      | Boca Juniors  | 4             | 0             | 4 | 1             | 0           | 1 (7)       |              |             |             |   |  |       |       |       |       |       |  |
|  |               | Cerro Porteño      |               |               |               |   | 1             | 0           | 1 (7)       |              |             |             |   |  |       |       |       |       |       |  |
|  |               | Boca Juniors (str) | 1             | 0             | 1 (8)         |   |               |             |             |              |             |             |   |  |       |       |       |       |       |  |
|  |               |                    |               |               |               |   |               |             |             | Boca Juniors | 0           | 2           | 2 |  |       |       |       |       |       |  |
|  |               |                    |               |               |               |   |               |             |             |              |             |             | 2 |  |       |       |       |       |       |  |
|  |               |                    | Bolívar       | 1             | 0             | 1 |               |             |             |              |             |             |   |  |       |       |       |       |       |  |
|  |               | Bolívar            | Bolívar       | 1             | 0             | 1 | 0             | 3           | 3           |              |             |             |   |  |       |       |       |       |       |  |
|  |               | Bolívar            |               |               |               |   | 0             | 3           | 3           |              |             |             |   |  |       |       |       |       |       |  |
|  |               | Arsenal            | 1             | 0             | 1             |   |               |             |             |              |             |             |   |  |       |       |       |       |       |  |
|  |               | Arsenal            | 1             | 0             | 1             |   | Bolívar       | 1           | 2           | 3            |             |             |   |  |       |       |       |       |       |  |
|  |               |                    |               |               |               |   | Bolívar       | 1           | 2           | 3            |             |             |   |  |       |       |       |       |       |  |
|  |               |                    | LDU Quito     | 1             | 1             | 2 |               |             |             |              |             |             |   |  |       |       |       |       |       |  |
|  |               | Santos             | LDU Quito     | 1             | 1             | 2 | 2             | 1           | 3           |              |             |             |   |  |       |       |       |       |       |  |
|  |               | Santos             |               |               |               |   | 2             | 1           | 3           |              |             |             |   |  |       |       |       |       |       |  |
|  |               | LDU Quito          | 3             | 2             | 5             |   |               |             |             |              |             |             |   |  |       |       |       |       |       |  |